# Olaf Olsen

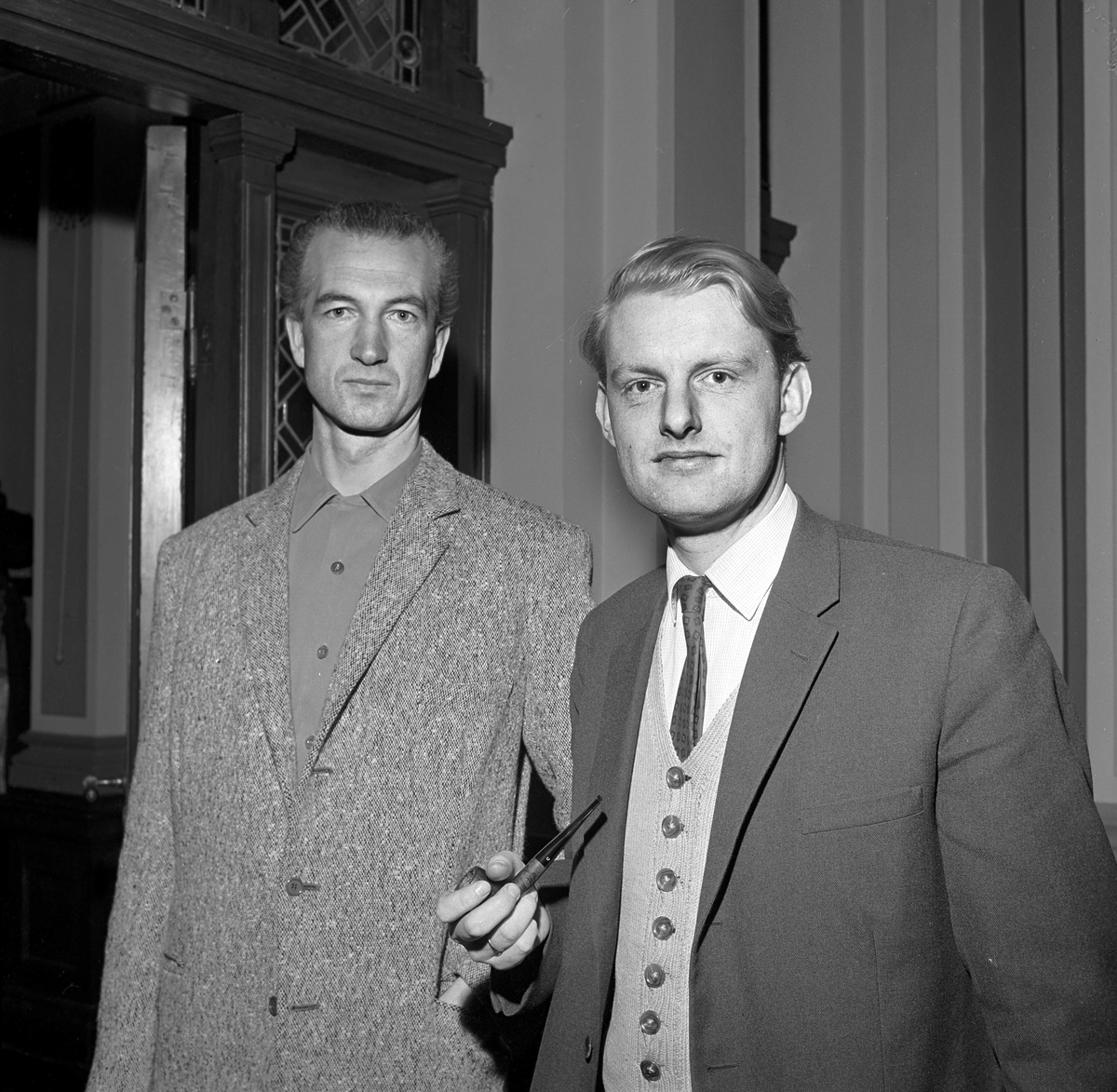
Olaf Olsen aan de rechterkant, naast de Noorse architect Håkon Christie (1928–2010)

Olaf Heymann Olsen (Kopenhagen, 7 juni 1928) is een Deens historicus en archeoloog die zich specialiseerde in middeleeuwse archeologie. Olsen was de directeur van het Nationaal Museum en van 1981-1995 Deens Rijksantiquaar. Hij is de jongere broer van Erling Olsen, oud-minister van huisvesting en voorzitter van het Deense parlement.
Olaf Olsen is de zoon van een hoogleraar, dr. Phil. Albert Olsen en zijn vrouw Agnes Bing. Hij studeerde geschiedenis en aardrijkskunde en werd in 1950 assistent aan het Nationaal Museum. In 1958 werd hij bevorderd tot curator. In 1966 promoveerde Olaf Olsen aan de Universiteit van Kopenhagen op "Hørg, Hov og kirke". In 1971 werd hij hoogleraar Middeleeuwse Archeologie aan de Universiteit van Aarhus. Prof. Dr. Olsen heeft tal van archeologische opgravingen van Vikingschepen in de Roskildefjord gedaan en een aantal middeleeuwse kerken opgegraven. 
Zijn archeologisch werk was in de periode 1962 - 1979 vooral op cirkelvormige Vikingkastelen gericht, en hij was de leider van de opgravingen van Fyrkat.
Olaf Olsen werd in 1959 Fellow van de Society of Antiquaries, hij was onder andere Lid van Raad van de Deense Wetenschappelijk onderrichte leraren, de "Magisterforening", lid van de Vereniging voor Deense Cultuur, secretaris en bestuurslid van het Vikingschipmuseum in Roskilde.
In 1992 ontving hij de exclusieve Medaille "Ingenio et Arti" en hij draagt ook de Koninklijke Beloningsmedaille.